# Christianus Cornelius Uhlenbeck
Christianus Cornelius Uhlenbeck (Voorburg, 18 ottobre 1866 – Lugano, 12 agosto 1951) è stato un glottologo olandese.

## Biografia
Dal 1892 al 1899 insegnò nell'università di Amsterdam e dal 1899 al 1926 nell'università di Leida. Fu studioso del sanscrito, della lingua basca (Le antiche radici del vocabolario basco, 1942) e della lingua dei Piedi Neri
Insieme a Holger Pedersen è stato uno dei postulatori della Legge di Pedersen. Anche se il suo articolo uscì nel 1894 e quindi un anno prima di Pedersen, la straordinaria diffusione dell'articolo del secondo studioso ha fatto sì che questa legge non porti il suo nome.